# Švédské výboje v době třicetileté války

Znak Švédského impéria

Švédské výboje na evropském kontinentu v době před, během a po skončení třicetileté války, probíhaly přibližně v letech 1520-1721. V té době jednotky armády Švédského impéria, považované za nejsilnější armádu v tehdejší Evropě, operovaly na rozsáhlých územích.  
Většina těchto výbojů probíhala za vlády krále Gustava II. Adolfa, jeho dcery Kristiny I., dále Karla X. Gustava, Karla XI., Karla XI.

## Události

### Předchozí události
V roce 1520 povstalo Švédsko proti Dánské nadvládě a pod vedením budoucího krále Gustava Vasy získalo nezávislost a v roce 1582 si podrobili Estonsko, později získali i část Finska a Laponska. 
Do roku 1629 Švédové porazili Dánsko, Rusko a Polsko-Litvu. V roce 1631 ve spojenectví se Saskem porazilo u Breitenfeldu nedaleko Lipska císařskou armádu a vojska Katolické ligy. O rok později obsadila švédská armáda Mnichov a postupovala na Vídeň, hlavní město císaře Ferdinanda II. V bitvě u Lützenu sice císařská armáda ustoupila, ale švédský král Gustav II. Adolf padl.
Švédské výboje byly často spojeny s vražděním civilního obyvatelstva, ničením a pálením měst a loupením cenných historických a kulturních statků. Mezi nejvýznamnější události v tomto směru patří švédská loupež uměleckých děl kunstkomory ze sbírek císaře Rudolfa II. roku 1648 v Praze a na dalších místech. Mezi uloupenými předměty byl například Codex gigas ze 13. století, největší středověký manuskript, známý jako Ďáblova bible. (Většina uloupených předmětů je v současné době uložena v Královské knihovně ve Stockholmu a přes opakované snahy se nepodařilo získat je zpět. Od září 2007 do března 2008 byl Codex gigas zapůjčen na výstavu v pražském Klementinu).
Koncem roku 1674 vstoupilo švédské vojsko pod vedením maršála Karla Gustava Wrangela do Braniborska, aby v červnu následujícího roku Švédové utrpěli krutou porážku v bitvě u Fehrbellinu ve švédsko-braniborské válce a museli se stáhnout zpět. Zatímco Braniborští v bitvě ztratili asi 500 mužů, Wrangelovy oddíly ztratily o něco více, přesný počet však není znám. Švédská pěchota ztratila 300–400 mužů, přičemž 200 dalších ztrát je připisováno jezdectvu. Celkově Švédové měli asi 500–600 zabitých, zraněných a zajatých.  Wrangel ovšem ztratil mnohem více mužů v nadcházejících dnech, kdy během ústupu byli Švédové pronásledování braniborskými jednotkami a místními rolníky, z nichž někteří ještě pamatoval na zvěrstva Švédů za třicetileté války. Z celkového počtu 1200 gardistů uniklo jen asi 20. Jen u Wittstocku bylo nájezdy rolníků zabito asi 300 Švédů a jejich důstojníků. Přepadové skupiny, dezerce a hladovění způsobily, že do 2. července byli všichni Švédové zabiti, zajat nebo ustoupili. Výsledek této bitvy následně otřásl pověstí Švédů, coby tehdejší nejsilnější vojenské velmoci.
V letech 1697-1708 mělo Švédsko na svém kontě několik vítězství v Evropě, v roce 1709 se Švédové odvážili zaútočit na území dnešní Ukrajiny, ale Rusové je porazili. V roce 1721 bylo Švédsko na ústupu a ztratilo všechna území, která získalo jižně od Baltského moře a Ruska.
Dne 10. září 1721 podepsán Nystadský mír, který znamenal ztrátu švédských pozic v pobaltských státech a v části Karélie a jeho ústup z postavení velmoci, v níž ho definitivně nahradilo Rusko, které získalo přístup k Baltu. Švédsko po této válce zcela změnilo svou zahraniční politiku a začalo těžit ze svého geografického postavení, které mu umožňovalo vyhnout se přímé účasti v evropských konfliktech.